# Chronologie de l'athlétisme
Cet article retrace par une chronologie les principaux moments de l'histoire de l'athlétisme.

## Années 1800 - 1899

### Années 1890
- En 1896, se tiennent les premiers Jeux olympiques de l’ère moderne à Athènes : treize épreuves d'athlétisme sont au programme : le 100 m, le 400 m, le 800 m, le 1 500 m, le 110 mètres haies, le lancer du disque, le lancer de poids, le saut à la perche, en hauteur, en longueur, le triple saut et le marathon.

## Années 1900 - 1999

### Années 1900
- Au début du XXe siècle, l'entraineur américain Walter Christie met au point une nouvelle technique de départ lors d'un sprint. L'arrivée des courses est indiquée par un fil de laine tendu à 1,20 m du sol.

- En 1900, trois nouvelles épreuves apparaissent aux Jeux olympiques d'été de 1900, le 200 m, le 400 mètres haies et le lancer du marteau. Au saut à la perche, invention du principe du butoir en creusant un trou au sol.

- En 1904 : date la première apparition d'un athlète noir aux Jeux olympiques, il s'agit du sprinter américain George Poage. L'apparition de la perche en bambou contribue au nouveau record du monde de l'épreuve, 3,69 m.

- En 1908, le lancer du javelot et la marche font leur première apparition olympique

### Années 1910
- 1912 voit la création de la Fédération Internationale d'Athlétisme avec dix-sept pays adhérents. Aux Jeux olympiques d'été de 1912, à Stockholm, quatre nouvelles épreuves font leur entrée : le 5 000 mètres, le 10 000 mètres et les relais 4 × 100 mètres et relais 4 × 400 mètres. La photo-finish fait son apparition[1], tout comme la première utilisation du pistolet électrique et du chronométrage manuel au dixième de seconde. On commence à prendre en compte la vitesse du vent (2 m/s) pour homologuer une performance. Ces Jeux voient aussi le contrôle médical.

- En 1917, la Française Alice Milliat fonde la Fédération Féminine Sportive Française.

### Années 1920
- 1920 voit la création de la Fédération française d'athlétisme. Aux Jeux olympiques d'été de 1920, à Anvers le 3000 mètres steeple fait son entrée au programme. Le nombre de participants d'une même nation par épreuves est limité à quatre athlètes.

- En 1921, la Fédération sportive féminine internationale voit le jour. Les premiers Jeux mondiaux féminins, à Monte-Carlo, sont disputés entre cinq pays. Le 1/10 de seconde devient la seule fraction de seconde acceptée pour les records du monde en athlétisme.

- En 1924, le nombre de faux départs est limité à deux. Jugée dangereuse, l'utilisation des cordes entre piquets sur la piste d'athlétisme est remplacée par des rubans.

- En 1925, les trois commandements lors des départs, « A vos marques », « prêts », « partez », sont adoptés définitivement par la fédération internationale.

- 1928 voit la première participation olympique des femmes malgré l’opposition de Pierre de Coubertin. Elles disputent le 100 ;m, le 800 m, le relais 4 × 100 m, la hauteur et le lancer du disque. La première règle antidopage fait son apparition. La marche athlétique est définie comme « la progression pas à pas de telle sorte qu’un contact ininterrompu avec le sol soit maintenu ».

### Années 1930
- En 1930, les starting block remplacent les trous creusés dans la piste. Le chronométrage électrique est rendu officiel.

- En 1932, aux Jeux olympiques de Los Angeles, le 50 km marche chez les hommes, le lancer du javelot et le 80 mètres haies chez les femmes sont introduits.

- 1934 voit la première édition des Championnats d'Europe d'athlétisme à Turin. La table de cotation finlandaise devient la table officielle de l'IAAF.

- Depuis 1936, l'athlétisme féminin est régie par l'IAAF.

- Les starting-blocks deviennent règlementaires en 1938.

### Années 1940
- 1943 voit l'apparition de la perche en aluminium, aux États-Unis, et en acier léger, en Suède.

- Aux Jeux olympiques d'été de 1948, trois nouvelles épreuves féminines font leur apparition, le 200 m, la longueur et le poids. Le XVIe congrès de l'IAAF, les 9 et 10 août 1948 à Londres rend obligatoire le certificat de féminité et entérine le pentathlon féminin.

- 1949 voit l'utilisation des premières perches en fibre de verre.

### Années 1950
- Durant les Jeux olympiques d'été de 1956, le chronométrage des épreuves d’athlétisme se fait au millième près.

### Années 1960
- Les Jeux olympiques d'été de 1960 sont retransmis pour la première fois en Eurovision. La fédération Internationale adopte le principe du chronométrage automatique. L'IAAF décide par ailleurs de ne plus homologuer les records réalisés sur des pistes inférieures ou supérieures à 400 m.

- En 1964, le 400 m et le pentathlon féminin apparaissent aux Jeux de Tokyo, ainsi que les pistes synthétiques de type « tartan ».

- Le record du monde du 100 m est inférieur à 10 secondes : Jim Hines fait 9 s 9 aux Jeux de Mexico de 1968.

### Années 1970
- Les Jeux olympiques d'été de 1972 voient naitre de nouvelles épreuves féminines, le 1 500 mètres, le 100 mètres haies (à la place du 80m haies) et le relais 4 × 400 m. Création du championnat international de cross-country.

- Depuis 1976, seuls les records au 1/100 de seconde sont homologués.

### Années 1980
- 1980 voit la reconnaissance du marathon féminin et de la marche féminine.

- En 1982, l'IAAF abandonne le concept d'amateurisme et instaure la coupe du monde de marathon dès 1985.

- En 1983, les premiers championnats du monde sont organisés à Helsinki.

- 1984 voit trois nouvelles épreuves olympiques féminines, le marathon, le 400 m haies et l'heptathlon.

- En 1985, les premiers championnats du monde en salle ont lieu à Paris-Bercy.

- En 1988, le 10 000 m féminin fait sa première apparition aux Jeux olympiques, suivi, en 1996, par l'arrivée du triple saut féminin aux Jeux d'Atlanta.

## Années 2000 - 2099

### Années 2000
- La perche féminine et le 20 km marche féminin font partie du programme des Jeux de Sydney de 2000.

- Un seul faux départ est autorisé, à partir de 2003, sauf pour l'épreuve du décathlon.

- En 2008, le 3 000 m steeple féminin fait son apparition aux Jeux de Pékin.